# Championnat du monde de rink hockey 2019
Navigation
Championnat du monde 2017 Championnat du monde 2022
La 44e édition du championnat du monde est intégrée de nouveau à la seconde édition des World Roller Games et se déroule simultanément avec les autres championnats du monde de rink hockey.
L'équipe d'Espagne tenante du titre, et vainqueur de six des sept dernières éditions, tient un rôle de favori alors qu'elle évolue à domicile. Elle voit comme principale adversaire l'Argentine. Ce pays a, lors de son dernier passage à Barcelone, remporté la médaille d'or dans le cadre des jeux olympiques de 1992.
La finale oppose l'Argentine, après avoir battu la France qui atteignait pour la première fois le dernier carré, et le Portugal à la suite de sa victoire face à l'Espagne, pays hôte de la compétition. Aucune équipe ne parvenant à prendre l'avantage ni à l'issue du temps réglementaire, ni après les prolongations, le match se décide sur une séance de tirs au but. Le Portugal remporte le match face à l'Argentine, après avoir éliminé les deux autres grands favoris à savoir l'Italie en quart, et l'Espagne en demi.

## Organisation
La méthode de désignation de la ville hôte est différente des éditions antérieures. La désignation de la ville se faisait par le comité international de rink hockey, un organe spécifique au rink hockey. Désormais la réunion de l'ensemble des disciplines fait que le choix se fait par une instance supérieure, la fédération internationale de roller sports.
Bien que la première édition soit initialement attribuée en 2015 à la ville de Barcelone en Espagne, celle-ci renonce officiellement à l'organisation des compétitions en janvier 2016, car à la suite d'un changement de municipalité, la ville n'a pas pu apporter les garanties suffisantes pour organiser correctement la compétition. La ville de Nankin, devant initialement organiser l'édition 2019, se voit alors attribuer l'évènement notamment en raison de son expérience dans l'organisation des grandes compétitions internationales et pour son attrait pour les disciplines du roller. La ville de Barcelone remplace alors Nankin pour l'organisation de la compétition en 2019.

## Format
La compétition est de nouveau divisée en trois championnats : la World Cup, qui regroupe les huit meilleures équipes, la Intercontinental Cup, qui regroupe les huit équipes suivantes, et la Challenger Cup, dans laquelle évoluent toutes les autres équipes. À l'issue de la phase de poule, les deux derniers de groupe de la World Cup disputent un tournoi de barrage avec les deux premiers de groupe de la Intercontinental Cup. Les deux vainqueurs de ce tournoi sont qualifiés pour la phase finale de la World Cup, les deux perdants disputent la phase finale de la Intercontinental Cup.

## World Cup

### Acteurs du championnat

#### Équipes qualifiées
Huit équipes de trois continents participent à la compétition. Les pays qualifiés ne sont plus les huit premiers du dernier mondial comme précédemment. L'Europe est le continent le plus représenté avec quatre sélections, devant l'Amérique du Sud (trois sélections) et l'Afrique (une sélection).
Les pays européens sélectionnés sont les quatre premières équipes du championnat d'Europe 2018, à savoir l'Espagne, le Portugal, l'Italie et la France.
| Europe                                                                      | Amérique du Sud                                               | Afrique                     |
| --------------------------------------------------------------------------- | ------------------------------------------------------------- | --------------------------- |
| - Espagne : 42e phase finale - Italie : 44e - Portugal : 44e - France : 34e | - Argentine : 31e phase finale - Chili : 25e - Colombie : 12e | - Angola : 19e phase finale |

Les grands favoris de la compétition sont l'Argentine, l'Espagne, l'Italie et le Portugal.
Le tirage au sort des poules a lieu Musée Juan Antonio Samaranch de l'Olympisme et du Sport.
| Groupe A    | Groupe B      |
| ----------- | ------------- |
| Espagne (1) | Portugal (2)  |
| Italie (4)  | Argentine (3) |
| Angola (5)  | Colombie (6)  |
| France (9)  | Chili (7)     |

Le nombre entre parenthèses correspondant au rang auquel s'est classé le pays lors de la précédente édition de la compétition en 2017. Bien que la France ait terminé 9e, elle bénéficie au détriment du Mozambique 8e, du fait que le quota de places soit plus important pour les équipes européennes avec quatre places, contre une seule pour les équipes africaines.

### Déroulement
La compétition se déroule en deux parties.
Lors de la première partie, deux groupes de quatre équipes sont constitués. Chaque équipe se rencontre une fois. En cas d'égalité au terme d'une rencontre, une séance de coup franc direct est organisé. Celle-ci n'a pas d'impact sur les points attribués (1 point pour chaque équipe) et le score du match au classement général, mais sert éventuellement en cas d'égalité au classement général à l'issue des rencontres de poule.
Les équipes terminant première, deuxième et troisième sont qualifiées pour les quarts de finale. L'équipe terminant dernière de son groupe rencontre l'équipe vainqueur de la poule de la division inférieure, la FIRS Cup. Le perdant est relégué en FIRS Cup. Le vainqueur est qualifié pour les quarts-de-finale. 
Ce principe de montée-descente d'équipes en plein cours de championnat implique que les deux championnats doivent se tenir simultanément et dans un même lieu. Il s'agit d'une modification de déroulement de la compétition, appliquée pour la seconde fois au rink hockey mais qui existe auparavant pour le roller en ligne.
Lors de la seconde partie, les équipes participent à la phase finale. Il s'agit de rencontre à élimination directe. Pour les quarts de finale, les premiers des groupes World Cup affrontent les premiers des groupes FIRS Cup. Tandis que les seconds d'un groupe rencontrent les troisièmes de l'autre.

#### Phases de qualification

##### Groupe A

###### Participants
L'équipe d'Espagne est l'équipe dominatrice de la poule A. Jouant à domicile, elle défend son titre acquis en Chine en 2017.
L'Italie fait partie des quatre grands prétendants traditionnels au titre, bien que les italiens soient un peu en retrait par rapport aux trois autres favoris. L'équipe d'Italie n'est plus habituée au podium, elle y est montée pour la dernière en 2003, à la seconde place. Son dernier titre remonte à 1997. le groupe italien ambitionne d'obtenir une médaille à l'issue de la compétition.
L'Angola est un prétendant modeste, mais qui dans ses bons jours, est capable de battre n'importe quelle équipe. Le pays est en pleine progression au niveau international notamment en raison de sa proximité culturelle avec le Portugal qui accueille de nombreux Angolais dans son championnat national. Pour la compétition, elle vise la seconde place du groupe.
La France fait partie des équipes traditionnelles de la compétition avec sa 34e participation. L'équipe est composée de jeunes joueurs avec très peu d'expérience internationale. La faiblesse des joueurs français vient du fait de leur difficulté à s'expatrier dans des championnats compétitifs.

###### Compétition
| Rang | Équipe  | Pts | J | G | N | P | Bp | Bc | Diff |  | Résultats |  |     |     |     |
| ---- | ------- | --- | - | - | - | - | -- | -- | ---- |  | --------- |  | --- | --- | --- |
| 1    | Espagne | 9   | 3 | 3 | 0 | 0 | 14 | 6  | +8   |  | Espagne   |  | 3-1 | 5-3 | 6-2 |
| 2    | France  | 4   | 3 | 1 | 1 | 1 | 8  | 8  | 0    |  | France    |  |     | 4-2 | 3-3 |
| 3    | Italie  | 3   | 2 | 1 | 0 | 2 | 10 | 13 | -3   |  | Italie    |  |     |     | 5-4 |
| 4    | Angola  | 1   | 3 | 0 | 1 | 2 | 9  | 14 | -5   |  | Angola    |  |     |     |     |

Lors du match opposant l'Angola à l'Italie, les Européens donnés comme favoris s'attendent à un match insidieux. L'équipe africaine entre d'emblée dans sa rencontre en marquant par l'intermédiaire de João Pinto dès la cinquième minute de jeu. L'Angola commet une faute sanctionnée par un penalty. Les Italiens en profitent pour revenir au score puis prendre la tête six minutes avant la mi-temps. De retour des vestiaires, un doublé de João Pinto, permet aux Angolais de reprendre la tête. L'Italie revient au score à l'occasion d'une supériorité numérique avant de marquer de nouveau lui donnant un avantage définitif. João Pinto a néanmoins manqué un penalty qui aurait permis à son équipe de revenir encore une fois au score. La rencontre s'achève sur une victoire avec le plus faible des écarts pour l'Italie.
L'équipe d'Espagne, bien qu'elle ne réussisse pas à développer son jeu en début de rencontre, parvient à ouvrir le score. Elle le fait par l'intermédiaire d'Albert Casanovas sur un pénalty, alors que son compatriote Antonio Perez venait d'échouer sur le même exercice quelques minutes plus tôt. À partir de ce but, les Espagnols enchainent les fautes d'équipes pour en commettre huit avant la mi-temps. Au retour des vestiaires, la France, dont la qualité de jeu est en hausse ses dernières années notamment via les frères Di Benedetto, égalise sur un coup franc direct. Ce dernier, provoqué par la 10e fautes d'équipe, est exécuté par Carlo Di Benedetto. Il faut attendre 10 minutes pour qu'Antonio Perez redonne l'avantage aux Ibériques, et à deux minutes du terme de la rencontre Edu Lamas scelle la rencontre par un tir du centre du terrain qui surprend le gardien français.
| 6 juillet 2019 à 18 h 0 | Angola  | 4-5 | Italie | CEM Isaac Gálvez, Vilanova             |
|                         |         |     |        | Arbitrage : Rui Torres, Xavier Bleuzen |
|                         | Rapport |     |        |                                        |

| 6 juillet 2019 à 22 h 0 | Espagne | 3-1 | France | CEM Isaac Gálvez, Vilanova                  |
|                         |         |     |        | Arbitrage : Filippo Fronte, Claudio Ferraro |
|                         | Rapport |     |        |                                             |

Les deux équipes n'ayant pas pu se départager avant la fin de la seconde période, une séance de coup franc direct est organisée. La France perd contre l'Angola à la suite de cette séance,,,,,.
Il s'agit de la première des deux « finales » de la journée, qui voit s'opposer deux sérieux prétendants au titre, l'Espagne et l'Italie,,,,,.
| 8 juillet 2019 à 12 h 0 | France  | 3 - 3 | Angola | CEM Isaac Gálvez, Vilanova            |
|                         |         |       |        | Arbitrage : Sergi Mayor, Sergio Insua |
|                         | Rapport |       |        |                                       |

| 8 juillet 2019 à 20 h 0 | Italie  | 3 - 5 | Espagne | CEM Isaac Gálvez, Vilanova                |
|                         |         |       |         | Arbitrage : Joaquim Pinto, Xavier Bleuzen |
|                         | Rapport |       |         |                                           |

France/italie,,,.
Angola/espagne,,,.
L'Espagne est le seul pays à avoir remporté ses trois matchs de poule).
| 9 juillet 2019 à 16 h 0 | Italie  | 2 - 4 | France | CEM Isaac Gálvez, Vilanova                    |
|                         |         |       |        | Arbitrage : Roberto Montiveros, Morisio Ariel |
|                         | Rapport |       |        |                                               |

| 9 juillet 2019 à 20 h 0 | Angola  | 2 - 6 | Espagne | CEM Isaac Gálvez, Vilanova         |
|                         |         |       |         | Arbitrage : José Pinto, Rui Torres |
|                         | Rapport |       |         |                                    |

##### Groupe B

###### Participants
L'Argentine, championne du monde en France en 2015, n'a pas d'autre objectif que de ravir le titre perdu en Chine en 2017 face à l'Espagne. L'équipe s'est rendu d'abord à Lisbonne, puis à Cornellà de Llobregat pour travailler la préparation physique et la cohésion de groupe.
Le championnat portugais est celui qui accueille le plus d’internationaux, outre les joueurs de sa sélection, 18 internationaux étrangers participent au championnat lusitanien. Bien qu'ayant un championnat relevé, le Portugal n'a pas remporté le mondial depuis l'édition 2003 à Oliveira de Azeméis,. Elle n'a pas remporté de mondial en dehors de ses terres depuis 1993, et il lui faut remonter en 1960 pour voir une victoire sur les terres hispaniques. Les Portugais abordent la compétition avec la confiance acquise après leur victoire lors de la Coupe des nations 2019.

###### Compétition
| Rang | Équipe    | Pts | J | G | N | P | Bp | Bc | Diff |  | Résultats |  |     |     |     |
| ---- | --------- | --- | - | - | - | - | -- | -- | ---- |  | --------- |  | --- | --- | --- |
| 1    | Argentine | 7   | 3 | 2 | 1 | 0 | 17 | 4  | +13  |  | Argentine |  | 1-1 | 9-2 | 7-1 |
| 2    | Portugal  | 7   | 3 | 2 | 1 | 0 | 18 | 7  | +11  |  | Portugal  |  |     | 9-4 | 8-2 |
| 3    | Chili     | 3   | 3 | 1 | 0 | 2 | 10 | 21 | -11  |  | Chili     |  |     |     | 4-3 |
| 4    | Colombie  | 0   | 3 | 0 | 0 | 3 | 6  | 19 | -13  |  | Colombie  |  |     |     |     |

La première rencontre du groupe B oppose deux équipes sud-américaines, l'Argentine 3e du dernier mondial et le Chili 7e. La rencontre est déséquilibrée, les Argentins dirigés par José Luís Páez, domine entièrement la partie. Les Chiliens ne parviennent à marquer seulement deux buts l'un en contre-attaque en fin de première mi-temps, et l'autre sur pénalty en à 4 minutes du terme de la rencontre. Les Argentins ont trouvé les chemins du but par l'intermédiaire de Lucas Ordoñez, par trois fois, Carlos Nicolía et Pablo Álvarez, à deux reprises, et Matías Pacual puis Matías Platero ont marqué chacun une fois. Bien que le palmarès de l'Argentine soit très important, la presse nationale élude la victoire qu'elle n'évoque pas dans ses colonnes.
Le Portugal rencontre la Colombie pour le second match du groupe. Il s'agit de le sixième rencontre de l'histoire entre ces deux pays : les cinq précédentes ont toutes été remportées par les Portugais. Ces derniers sont entrés sur le terrain en portant des maillots à l'image de António Livramento, un des derniers sélectionneurs à avoir remporté la compétition. La rencontre s'avère difficile pour les Colombiens. Ils ne parviennent pas à résister aux offensives des Européens. Hélder Nunes et Jorge Silva parviennent chacun à marquer trois buts, Rafa met lui un doublé. Le match se termine par un score de huit buts à deux pour un score cumulé de 81 à 12 sur l'ensemble des six matchs joués entre les deux équipes.
| 7 juillet 2019 à 16 h 0 | Chili   | 2 - 9 | Argentine | CEM Isaac Gálvez, Vilanova              |
|                         |         |       |           | Arbitrage : Sergi Mayor, Oscar Valverde |
|                         | Rapport |       |           |                                         |

| 7 juillet 2019 à 20 h 0 | Portugal | 8 - 2 | Colombie | CEM Isaac Gálvez, Vilanova                   |
|                         |          |       |          | Arbitrage : Carlos Fernández, Xavier Bleuzen |
|                         | Rapport  |       |          |                                              |

Un duel sud-américain oppose la Colombie et le Chili. Ces deux formations ont été lourdement défaits la veille par les favoris de la compétition,.
La rencontre entre l'Argentine et le Portugal voit s'opposer deux des prétendants au titre mondial. Après leurs victoires de la veille par des scores importants, le vainqueur de la rencontre se positionnera à la première place du groupe. Le Portugal commence mieux son match en faisant circuler la balle rapidement ce qui crée des espaces dans la défense argentine. Elle ouvre le score en première mi-temps à la 16e minutes via Gonçalo Alves qui fait passer sa balle sous le gardien. Mais un coup franc direct dont Lucas Ordoñez se charge, remet à égalité les deux équipes : le coup franc est tiré deux fois car le gardien portugais a bougé avant que le tireur ne se soit élancé. 
À l'issue du temps règlementaire, les deux équipes s'affrontent dans une séance de coup franc. Celle-ci tourne à l'avance des Portugais.
| 8 juillet 2019 à 14 h 0 | Colombie | 3 - 4 | Chili | CEM Isaac Gálvez, Vilanova                  |
|                         |          |       |       | Arbitrage : Fernando Madureira, Joao Duarte |
|                         | Rapport  |       |       |                                             |

| 8 juillet 2019 à 22 h 0 | Argentine | 1 - 1 | Portugal | CEM Isaac Gálvez, Vilanova            |
|                         |           |       |          | Arbitrage : Ivan Gonzalez, Josep Ribo |
|                         | Rapport   |       |          |                                       |

L'Argentine rencontre la Colombie, équipe la moins forte du groupe, lors du dernier match de poule. L'Argentine afin de terminer à la première place doit gagner avec cinq buts d'avance. Le Portugal étant à égalité de points, c'est la différence de but qui désignera le vainqueur de la poule,. L'Argentine ouvre le score par l'intermédiaire de Pablo Álvarez, qui est suivi de Carlos Nicolía et Reinaldo García avant la pause. Bien que la Colombie réduise le score en entrée de seconde période, Carlos Nicolía, Reinaldo García et Pablo Álvarez marquent de nouveau un but accompagné par Matias Pascual. Ces quatre autres buts argentins condamnent les Colombiens à la dernière du groupe. L'Argentine remporte la poule B et la Colombie doit passer par un match de barrage pour savoir si elle accède au quart de finale,,.
Il faut attendre 15 minutes pour voir l'ouverture du score portugaise de Jorge Silva. Quelques minutes plus tard, il est imité par João Rodrigues. L'ancien joueur espagnol naturalisé chilien, Marc Figa, réduit le score avec un mouvement venant de derrière la cage portugaise. Hélder Nunes donne, un but, puis un doublé en début de seconde période. Malgré un doublé de Felipe Marquez, les Chiliens finissent par concéder le match par neuf buts contre quatre,. Le Portugal et l'Argentine terminent à égalité de points. Bien que le Portugal ait remporté la séance de tirs au but face à l'Argentine, ceux sont les Sud-américains qui se classent à la première place de groupe. Ils bénéficient d'une meilleure différence de buts générale (+13 contre +11 pour le Portugal).
| 9 juillet 2019 à 18 h 0 | Chili   | 4 - 9 | Portugal | CEM Isaac Gálvez, Vilanova                |
|                         |         |       |          | Arbitrage : Matteo Galoppi, Antonio Gomez |
|                         | Rapport |       |          |                                           |

| 9 juillet 2019 à 22 h 0 | Argentine | 7 - 1 | Colombie | CEM Isaac Gálvez, Vilanova                  |
|                         |           |       |          | Arbitrage : Ruben Fernandez, Matteo Galoppi |
|                         | Rapport   |       |          |                                             |

##### Barrages
Mozambique
Angola,,.
| 10 juillet 2019 à 17 h 0 | Angola  | 6 - 1 | Mozambique | CEM Isaac Gálvez, Vilanova                    |
|                          |         |       |            | Arbitrage : Fernando Madureira, Joaquim Pinto |
|                          | Rapport |       |            |                                               |

Colombie/suisse
| 10 juillet 2019 à 19 h 30 | Colombie | 6 - 5 | Suisse | CEM Isaac Gálvez, Vilanova                 |
|                           |          |       |        | Arbitrage : Miguel Diaz , Carlos Fernández |
|                           | Rapport  |       |        |                                            |

Les matchs de barrage permettent à l'Angola et à la Colombie de poursuivre le tournoi au plus haut-niveau. Ils rencontrent en quart de finale, respectivement l'Argentine et l'Espagne, tous deux vainqueurs de leur poule. La Suisse et le Mozambique, qui ont remporté leur poule en « International Cup », perdent les barrages et ne peuvent pas accéder au dernier tableau.

#### Phases finales
|  | Quarts de finale          | Quarts de finale          | Quarts de finale          | Quarts de finale          |           |           | Demi-finales           | Demi-finales           | Demi-finales                  | Demi-finales                  |                               |                               | Finale                 | Finale                 | Finale                 | Finale                 |
|  |                           |                           |                           |                           |           |           |                        |                        |                               |                               |                               |                               |                        |                        |                        |                        |
|  | 11 juillet 2019 à 14 h 30 | 11 juillet 2019 à 14 h 30 | 11 juillet 2019 à 14 h 30 | 11 juillet 2019 à 14 h 30 |           |           | 12 juillet 2019 à 17 h | 12 juillet 2019 à 17 h | 12 juillet 2019 à 17 h        | 12 juillet 2019 à 17 h        |                               |                               | 14 juillet 2019 à 18 h | 14 juillet 2019 à 18 h | 14 juillet 2019 à 18 h | 14 juillet 2019 à 18 h |
|  | 11 juillet 2019 à 14 h 30 | 11 juillet 2019 à 14 h 30 | 11 juillet 2019 à 14 h 30 | 11 juillet 2019 à 14 h 30 |           |           | 12 juillet 2019 à 17 h | 12 juillet 2019 à 17 h | 12 juillet 2019 à 17 h        | 12 juillet 2019 à 17 h        |                               |                               | 14 juillet 2019 à 18 h | 14 juillet 2019 à 18 h | 14 juillet 2019 à 18 h | 14 juillet 2019 à 18 h |
|  | Argentine                 | Argentine                 | 6                         | 6                         |           |           | 12 juillet 2019 à 17 h | 12 juillet 2019 à 17 h | 12 juillet 2019 à 17 h        | 12 juillet 2019 à 17 h        |                               |                               | 14 juillet 2019 à 18 h | 14 juillet 2019 à 18 h | 14 juillet 2019 à 18 h | 14 juillet 2019 à 18 h |
|  | Argentine                 | Argentine                 | 6                         | 6                         |           |           | 12 juillet 2019 à 17 h | 12 juillet 2019 à 17 h | 12 juillet 2019 à 17 h        | 12 juillet 2019 à 17 h        |                               |                               | 14 juillet 2019 à 18 h | 14 juillet 2019 à 18 h | 14 juillet 2019 à 18 h | 14 juillet 2019 à 18 h |
|  | Angola                    | Angola                    | 0                         | 0                         |           |           | 12 juillet 2019 à 17 h | 12 juillet 2019 à 17 h | 12 juillet 2019 à 17 h        | 12 juillet 2019 à 17 h        |                               |                               | 14 juillet 2019 à 18 h | 14 juillet 2019 à 18 h | 14 juillet 2019 à 18 h | 14 juillet 2019 à 18 h |
|  | Angola                    | Angola                    | 0                         | 0                         | Argentine | Argentine | 3                      | 3                      |                               |                               |                               |                               | 14 juillet 2019 à 18 h | 14 juillet 2019 à 18 h | 14 juillet 2019 à 18 h | 14 juillet 2019 à 18 h |
|  | 11 juillet 2019 à 10 h    |                           |                           |                           | Argentine | Argentine | 3                      | 3                      |                               |                               |                               |                               | 14 juillet 2019 à 18 h | 14 juillet 2019 à 18 h | 14 juillet 2019 à 18 h | 14 juillet 2019 à 18 h |
|  |                           |                           | France                    | France                    | 0         | 0         |                        |                        |                               |                               |                               |                               | 14 juillet 2019 à 18 h | 14 juillet 2019 à 18 h | 14 juillet 2019 à 18 h | 14 juillet 2019 à 18 h |
|  | Chili                     | Chili                     | France                    | France                    | 0         | 0         | 4                      | 4                      |                               |                               |                               |                               | 14 juillet 2019 à 18 h | 14 juillet 2019 à 18 h | 14 juillet 2019 à 18 h | 14 juillet 2019 à 18 h |
|  | Chili                     | Chili                     | 12 juillet 2019 à 22 h    |                           |           |           | 4                      | 4                      |                               |                               |                               |                               | 14 juillet 2019 à 18 h | 14 juillet 2019 à 18 h | 14 juillet 2019 à 18 h | 14 juillet 2019 à 18 h |
|  | France                    | France                    | 5                         | 5                         |           |           |                        |                        |                               |                               |                               |                               | 14 juillet 2019 à 18 h | 14 juillet 2019 à 18 h | 14 juillet 2019 à 18 h | 14 juillet 2019 à 18 h |
|  | France                    | France                    | 5                         | 5                         | Argentine | Argentine | 0 (1)                  | 0 (1)                  |                               |                               |                               |                               |                        |                        |                        |                        |
|  | 11 juillet 2019 à 22 h    |                           |                           |                           | Argentine | Argentine | 0 (1)                  | 0 (1)                  |                               |                               |                               |                               |                        |                        |                        |                        |
|  |                           |                           | Portugal                  | Portugal                  | 0 (2)     | 0 (2)     |                        |                        |                               |                               |                               |                               |                        |                        |                        |                        |
|  | Portugal                  | Portugal                  | Portugal                  | Portugal                  | 0 (2)     | 0 (2)     | 5 (2)                  | 5 (2)                  |                               |                               |                               |                               |                        |                        |                        |                        |
|  | Portugal                  | Portugal                  |                           |                           |           |           |                        |                        |                               |                               |                               |                               |                        |                        |                        |                        |
|  | Italie                    | Italie                    | 5 (0)                     | 5 (0)                     |           |           |                        |                        |                               |                               |                               |                               |                        |                        |                        |                        |
|  | Italie                    | Italie                    | 5 (0)                     | 5 (0)                     | Portugal  | Portugal  | 4                      | 4                      | Match pour la troisième place | Match pour la troisième place | Match pour la troisième place | Match pour la troisième place |                        |                        |                        |                        |
|  | 11 juillet 2019 à 19 h 30 |                           |                           |                           | Portugal  | Portugal  | 4                      | 4                      | Match pour la troisième place | Match pour la troisième place | Match pour la troisième place | Match pour la troisième place |                        |                        |                        |                        |
|  |                           |                           | Espagne                   | Espagne                   | 2         | 2         |                        |                        | 14 juillet 2019 à 15 h 30     | 14 juillet 2019 à 15 h 30     | 14 juillet 2019 à 15 h 30     | 14 juillet 2019 à 15 h 30     |                        |                        |                        |                        |
|  | Colombie                  | Colombie                  | Espagne                   | Espagne                   | 2         | 2         | 0                      | 0                      | 14 juillet 2019 à 15 h 30     | 14 juillet 2019 à 15 h 30     | 14 juillet 2019 à 15 h 30     | 14 juillet 2019 à 15 h 30     |                        |                        |                        |                        |
|  | Colombie                  | Colombie                  |                           |                           |           |           |                        | 0                      |                               |                               | France                        | France                        | 0                      | 0                      |                        |                        |
|  | Espagne                   | Espagne                   | 9                         | 9                         |           |           |                        |                        |                               |                               | France                        | France                        | 0                      | 0                      |                        |                        |
|  | Espagne                   | Espagne                   | 9                         | 9                         | Espagne   | Espagne   | 5                      | 5                      |                               |                               |                               |                               |                        |                        |                        |                        |
|  |                           |                           |                           |                           |           |           |                        |                        |                               |                               |                               |                               |                        |                        |                        |                        |

##### Quarts de finale
Chili/france,,
| 11 juillet 2019 à 10 h 0 | Chili   | 4 - 5 | France | Palau Blaugrana, Barcelone                    |
|                          |         |       |        | Arbitrage : Joaquim Pinto, Fernando Madureira |
|                          | Rapport |       |        |                                               |

Argentine/Angola,,,,,,
| 11 juillet 2019 à 14 h 30 | Argentine | 6 - 0 | Angola | Palau Blaugrana, Barcelone              |
|                           |           |       |        | Arbitrage : Oscar Valderde, Miguel Diaz |
|                           | Rapport   |       |        |                                         |

Colombie/espagne,,,
| 11 juillet 2019 à 19 h 30 | Colombie | 0 - 9 | Espagne | Palau Blaugrana, Barcelone                 |
|                           |          |       |         | Arbitrage : Matteo Galoppi, Xavier Bleuzen |
|                           | Rapport  |       |         |                                            |

Portugal/Italie,,,,,,,,,,.
| 11 juillet 2019 à 22 h 0 | Portugal | 5 - 5 | Italie | Palau Blaugrana, Barcelone                 |
|                          |          |       |        | Arbitrage : Carlos Fernández, Sergio Insua |
|                          | Rapport  |       |        |                                            |

##### Demi-finales
Pour la première fois, la France atteint la demi-finale d'un mondial. Les trois autres participants aux demis ont, lors des cinq dernières éditions, toujours figurés aux trois premières places du classement final.
| 12 juillet 2019 à 19 h 30 | Argentine | 3 - 0 | France | Palau Blaugrana, Barcelone             |
|                           |           |       |        | Arbitrage : Oscar Valverde, Rui Torres |

| 12 juillet 2019 à 22 h 0 | Portugal | 4 - 2 | Espagne | Palau Blaugrana, Barcelone                   |
|                          |          |       |         | Arbitrage : Xavier Bleuzen, Carlos Fernández |

##### Finale
| 14 juillet 2019 à 18 h 0                                    | Argentine   | 0 (1) - 0 (2)                                 | Portugal | Palau Blaugrana, Barcelone              |
|                                                             |             |                                               |          | Arbitrage : Oscar Valverde, Sergi Mayor |
| Nicolias Heras · Pascual · Alvarez Vera · Ordoñez · Platero | Tirs au but | Alves · Rodriguez · Nunes · Costa · Magalhães |          |                                         |

| Argentine :    |    |                             |
|                |    |                             |
| Cinq majeurs : |    |                             |
| Gardien de but | 12 | Valentín Grimalt            |
| JdC            | 5  | Carlos Nicolia              |
| JdC            | 9  | Lucas Ordoñez               |
| JdC            | 17 | Matías Platero              |
| JdC            | 57 | Reinaldo Garcia             |
| Remplaçants :  |    |                             |
| Gardien de but | 1  | Constantino Acevedo         |
| JdC            | 4  | Matias Pascual              |
| JdC            | 7  | Pablo Federico Alvarez Vera |
| JdC            | 8  | David Páez                  |
| JdC            | 99 | Gonzalo Romero              |
| Entraîneur :   |    |                             |
|                |    | José Luís Páez              |

| PORTUGAL:      |    |                         |
|                |    |                         |
| Cinq majeurs : |    |                         |
| Gardien de but | 61 | Ângelo Girão            |
| JdC            | 3  | José Rafael Costa       |
| JdC            | 9  | João Rodrigues          |
| JdC            | 78 | Hélder Nunes            |
| JdC            | 88 | Henrique Magalhães      |
| Remplaçants :  |    |                         |
| Gardien de but | 10 | Nélson Filipe Magalhães |
| JdC            | 5  | Telmo Pinto             |
| JdC            | 6  | Gonçalo Alves           |
| JdC            | 15 | Jorge Silva             |
| JdC            | 74 | Miguel Vieira           |
| Entraîneur :   |    |                         |
|                |    | Renato Garrido          |

#### Matchs de classement
Angola /Chili
| 12 juillet 2019 à 17 h 0 | Angola | 7 - 4 | Chili | CEM Isaac Gálvez, Vilanova          |
|                          |        |       |       | Arbitrage : José Pinto, João Duarte |

| 12 juillet 2019 à 22 h 0 | Italie | 8 - 5 | Colombie | CEM Isaac Gálvez, Vilanova |  |
|                          |        |       |          |                            |  |

| 13 juillet 2019 à 17 h 0 | Chili | 11 - 8 | Colombie | CEM Isaac Gálvez, Vilanova                    |
|                          |       |        |          | Arbitrage : Roberto Montiveros, Ariel Morisio |

| 13 juillet 2019 à 22 h 0 | Angola | 4 - 6 | Italie | CEM Isaac Gálvez, Vilanova            |
|                          |        |       |        | Arbitrage : Bruno Sosa, Ivan Gonzàlez |

| 14 juillet 2019 à 15 h 30 | France | 0 - 5 | Espagne | Palau Blaugrana, Barcelone |  |
|                           |        |       |         |                            |  |

## Intercontinental Cup

### Équipes qualifiées
Huit équipes de quatre continents participent à la compétition. L'Europe est le continent le plus représenté avec quatre sélections, devant l'Afrique (deux sélections), l'Amérique du Sud et l'Océanie (une sélection).
| Europe                                      | Afrique               | Amérique du Sud | Océanie     |
| ------------------------------------------- | --------------------- | --------------- | ----------- |
| - Allemagne - Andorre - Angleterre - Suisse | - Égypte - Mozambique | - Brésil        | - Australie |

Le tirage au sort des poules a lieu au Musée Juan Antonio Samaranch de l'Olympisme et du Sport.
| Groupe A        | Groupe B       |
| --------------- | -------------- |
| Mozambique (8)  | Allemagne (10) |
| Égypte (16)     | Australie (20) |
| Andorre (np)    | Suisse (np)    |
| Angleterre (np) | Brésil (np)    |

### Déroulement

#### Phase de poule

##### Group A
| Rang | Équipe     | Pts | J | G | N | P | Bp | Bc | Diff | Qualification             |  | Drapeau du Mozambique | Drapeau d'Andorre | Drapeau de l'Angleterre | Drapeau de l'Égypte |
| ---- | ---------- | --- | - | - | - | - | -- | -- | ---- | ------------------------- |  | --------------------- | ----------------- | ----------------------- | ------------------- |
| 1    | Mozambique | 9   | 3 | 3 | 0 | 0 | 25 | 6  | +19  | Barrage pour la World Cup |  | —                     | —                 | —                       | 16–2                |
| 2    | Andorre    | 6   | 3 | 2 | 0 | 1 | 13 | 7  | +6   | Quart-de-finale           |  | 1–3                   | —                 | 4–3                     | —                   |
| 3    | Angleterre | 3   | 3 | 1 | 0 | 2 | 18 | 11 | +7   | Quart-de-finale           |  | 3–6                   | —                 | —                       | 12–1                |
| 4    | Égypte     | 0   | 3 | 0 | 0 | 3 | 4  | 36 | −32  | Quart-de-finale           |  | —                     | 1–8               | —                       | —                   |

##### Group B
| Rang | Équipe    | Pts | J | G | N | P | Bp | Bc | Diff | Qualification             |  | Drapeau de la Suisse | Drapeau de l'Allemagne | Drapeau du Brésil | Drapeau de l'Australie |
| ---- | --------- | --- | - | - | - | - | -- | -- | ---- | ------------------------- |  | -------------------- | ---------------------- | ----------------- | ---------------------- |
| 1    | Suisse    | 9   | 3 | 3 | 0 | 0 | 25 | 5  | +20  | Barrage pour la World Cup |  | —                    | —                      | —                 | 12–1                   |
| 2    | Allemagne | 6   | 3 | 2 | 0 | 1 | 23 | 8  | +15  | Quart-de-finale           |  | 1–5                  | —                      | 6–3               | —                      |
| 3    | Brésil    | 3   | 3 | 1 | 0 | 2 | 10 | 16 | −6   | Quart-de-finale           |  | 3–8                  | —                      | —                 | 4–2                    |
| 4    | Australie | 0   | 3 | 0 | 0 | 3 | 3  | 32 | −29  | Quart-de-finale           |  | —                    | 0–16                   | —                 | —                      |

#### Phase finale
|  | Quarts de finale | Quarts de finale | Quarts de finale | Quarts de finale |            |            | Demi-finales    | Demi-finales    | Demi-finales                  | Demi-finales                  |                               |                               | Finale          | Finale          | Finale          | Finale          |
|  |                  |                  |                  |                  |            |            |                 |                 |                               |                               |                               |                               |                 |                 |                 |                 |
|  | 11 juillet 2019  | 11 juillet 2019  | 11 juillet 2019  | 11 juillet 2019  |            |            | 12 juillet 2019 | 12 juillet 2019 | 12 juillet 2019               | 12 juillet 2019               |                               |                               | 14 juillet 2019 | 14 juillet 2019 | 14 juillet 2019 | 14 juillet 2019 |
|  | 11 juillet 2019  | 11 juillet 2019  | 11 juillet 2019  | 11 juillet 2019  |            |            | 12 juillet 2019 | 12 juillet 2019 | 12 juillet 2019               | 12 juillet 2019               |                               |                               | 14 juillet 2019 | 14 juillet 2019 | 14 juillet 2019 | 14 juillet 2019 |
|  | Suisse           | Suisse           | 8                | 8                |            |            | 12 juillet 2019 | 12 juillet 2019 | 12 juillet 2019               | 12 juillet 2019               |                               |                               | 14 juillet 2019 | 14 juillet 2019 | 14 juillet 2019 | 14 juillet 2019 |
|  | Suisse           | Suisse           | 8                | 8                |            |            | 12 juillet 2019 | 12 juillet 2019 | 12 juillet 2019               | 12 juillet 2019               |                               |                               | 14 juillet 2019 | 14 juillet 2019 | 14 juillet 2019 | 14 juillet 2019 |
|  | Égypte           | Égypte           | 1                | 1                |            |            | 12 juillet 2019 | 12 juillet 2019 | 12 juillet 2019               | 12 juillet 2019               |                               |                               | 14 juillet 2019 | 14 juillet 2019 | 14 juillet 2019 | 14 juillet 2019 |
|  | Égypte           | Égypte           | 1                | 1                | Andorre    | Andorre    | 4               | 4               |                               |                               |                               |                               | 14 juillet 2019 | 14 juillet 2019 | 14 juillet 2019 | 14 juillet 2019 |
|  | 11 juillet 2019  |                  |                  |                  | Andorre    | Andorre    | 4               | 4               |                               |                               |                               |                               | 14 juillet 2019 | 14 juillet 2019 | 14 juillet 2019 | 14 juillet 2019 |
|  |                  |                  | Suisse           | Suisse           | 3          | 3          |                 |                 |                               |                               |                               |                               | 14 juillet 2019 | 14 juillet 2019 | 14 juillet 2019 | 14 juillet 2019 |
|  | Brésil           | Brésil           | Suisse           | Suisse           | 3          | 3          | 3               | 3               |                               |                               |                               |                               | 14 juillet 2019 | 14 juillet 2019 | 14 juillet 2019 | 14 juillet 2019 |
|  | Brésil           | Brésil           | 12 juillet 2019  |                  |            |            | 3               | 3               |                               |                               |                               |                               | 14 juillet 2019 | 14 juillet 2019 | 14 juillet 2019 | 14 juillet 2019 |
|  | Andorre          | Andorre          | 9                | 9                |            |            |                 |                 |                               |                               |                               |                               | 14 juillet 2019 | 14 juillet 2019 | 14 juillet 2019 | 14 juillet 2019 |
|  | Andorre          | Andorre          | 9                | 9                | Andorre    | Andorre    | 3               | 3               |                               |                               |                               |                               |                 |                 |                 |                 |
|  | 11 juillet 2019  |                  |                  |                  | Andorre    | Andorre    | 3               | 3               |                               |                               |                               |                               |                 |                 |                 |                 |
|  |                  |                  | Mozambique       | Mozambique       | 4          | 4          |                 |                 |                               |                               |                               |                               |                 |                 |                 |                 |
|  | Mozambique       | Mozambique       | Mozambique       | Mozambique       | 4          | 4          | 3               | 3               |                               |                               |                               |                               |                 |                 |                 |                 |
|  | Mozambique       | Mozambique       |                  |                  |            |            |                 |                 |                               |                               |                               |                               |                 |                 |                 |                 |
|  | Australie        | Australie        | 23               | 23               |            |            |                 |                 |                               |                               |                               |                               |                 |                 |                 |                 |
|  | Australie        | Australie        | 23               | 23               | Mozambique | Mozambique | 7ap             | 7ap             | Match pour la troisième place | Match pour la troisième place | Match pour la troisième place | Match pour la troisième place |                 |                 |                 |                 |
|  | 11 juillet 2019  |                  |                  |                  | Mozambique | Mozambique | 7ap             | 7ap             | Match pour la troisième place | Match pour la troisième place | Match pour la troisième place | Match pour la troisième place |                 |                 |                 |                 |
|  |                  |                  | Allemagne        | Allemagne        | 5          | 5          |                 |                 | 14 juillet 2019               | 14 juillet 2019               | 14 juillet 2019               | 14 juillet 2019               |                 |                 |                 |                 |
|  | Angleterre       | Angleterre       | Allemagne        | Allemagne        | 5          | 5          | 1               | 1               | 14 juillet 2019               | 14 juillet 2019               | 14 juillet 2019               | 14 juillet 2019               |                 |                 |                 |                 |
|  | Angleterre       | Angleterre       |                  |                  |            |            |                 | 1               |                               |                               | Suisse                        | Suisse                        | 7               | 7               |                 |                 |
|  | Allemagne        | Allemagne        | 4                | 4                |            |            |                 |                 |                               |                               | Suisse                        | Suisse                        | 7               | 7               |                 |                 |
|  | Allemagne        | Allemagne        | 4                | 4                | Allemagne  | Allemagne  | 4               | 4               |                               |                               |                               |                               |                 |                 |                 |                 |
|  |                  |                  |                  |                  |            |            |                 |                 |                               |                               |                               |                               |                 |                 |                 |                 |

#### Matchs de classement
|  | Rencontres 5e-9e place | Rencontres 5e-9e place | Rencontres 5e-9e place | Rencontres 5e-9e place |                       |        | Rencontre 5e-6e place | Rencontre 5e-6e place | Rencontre 5e-6e place | Rencontre 5e-6e place |
|  |                        |                        |                        |                        |                       |        |                       |                       |                       |                       |
|  | 12 juillet 2019        | 12 juillet 2019        | 12 juillet 2019        | 12 juillet 2019        |                       |        | 13 juillet 2019       | 13 juillet 2019       | 13 juillet 2019       | 13 juillet 2019       |
|  | Brésil                 | Brésil                 | 12                     | 12                     |                       |        | 13 juillet 2019       | 13 juillet 2019       | 13 juillet 2019       | 13 juillet 2019       |
|  | Brésil                 | Brésil                 | 12                     | 12                     |                       |        | 13 juillet 2019       | 13 juillet 2019       | 13 juillet 2019       | 13 juillet 2019       |
|  | Égypte                 | Égypte                 | 1                      | 1                      |                       |        | 13 juillet 2019       | 13 juillet 2019       | 13 juillet 2019       | 13 juillet 2019       |
|  | Égypte                 | Égypte                 | 1                      | 1                      | Brésil                | Brésil | 3                     | 3                     |                       |                       |
|  | 12 juillet 2019        |                        |                        |                        | Brésil                | Brésil | 3                     | 3                     |                       |                       |
|  |                        |                        | Angleterre             | Angleterre             | 7                     | 7      |                       |                       |                       |                       |
|  | Angleterre             | Angleterre             | Angleterre             | Angleterre             | 7                     | 7      | 6                     | 6                     |                       |                       |
|  | Angleterre             | Angleterre             |                        |                        |                       |        |                       | 6                     |                       |                       |
|  | Australie              | Australie              | 2                      | 2                      |                       |        |                       |                       |                       |                       |
|  | Australie              | Australie              | 2                      | 2                      | Rencontre 7e-8e place |        |                       |                       |                       |                       |
|  |                        |                        |                        |                        |                       |        |                       |                       |                       |                       |
|  | 13 juillet 2019        |                        |                        |                        |                       |        |                       |                       |                       |                       |
|  | Égypte                 | Égypte                 | 4                      | 4                      |                       |        |                       |                       |                       |                       |
|  | Égypte                 | Égypte                 | 4                      | 4                      |                       |        |                       |                       |                       |                       |
|  | Australie              | Australie              | 5                      | 5                      |                       |        |                       |                       |                       |                       |
|  | Australie              | Australie              | 5                      | 5                      |                       |        |                       |                       |                       |                       |

## Challenger Cup

### Équipes participantes
Onze équipes de quatre continents participent à la compétition. L'Asie est le continent le plus représenté avec six sélections, devant l'Europe (trois sélections), l'Amérique (deux sélections) et l'Océanie (une sélection). Le Mexique devait initialement participer à la compétition, mais décide de se retirer après le tirage au sort.
| Asie                                            | Europe                           | Amérique               | Océanie            |
| ----------------------------------------------- | -------------------------------- | ---------------------- | ------------------ |
| - Chine - Taïpei chinois - Inde - Japon - Macao | - Belgique - Pays-Bas - Autriche | - Uruguay - États-Unis | - Nouvelle-Zélande |

### Phase de groupe

#### Groupe A
| Rang | Équipe           | Pts | J | G | N | P | Bp | Bc | Diff | Qualification                   |  | Drapeau de la Belgique | Drapeau de l'Uruguay | Drapeau de l'Autriche | Drapeau du Japon | Drapeau de la Nouvelle-Zélande | Drapeau du Taipei chinois |
| ---- | ---------------- | --- | - | - | - | - | -- | -- | ---- | ------------------------------- |  | ---------------------- | -------------------- | --------------------- | ---------------- | ------------------------------ | ------------------------- |
| 1    | Belgique         | 12  | 5 | 4 | 0 | 1 | 40 | 15 | +25  | Qualifié pour la deuxième phase |  | —                      | 7–1                  | —                     | —                | —                              | 16–4                      |
| 2    | Uruguay          | 12  | 5 | 4 | 0 | 1 | 32 | 13 | +19  | Qualifié pour la deuxième phase |  | —                      | —                    | —                     | 3–2              | 10–1                           | 14–0                      |
| 3    | Autriche         | 9   | 5 | 3 | 0 | 2 | 37 | 12 | +25  | Qualifié pour la deuxième phase |  | 4–6                    | 3–4                  | —                     | 8–1              | —                              | 15–0                      |
| 4    | Japon            | 9   | 5 | 3 | 0 | 2 | 20 | 20 | 0    | Qualifié pour la deuxième phase |  | 4–3                    | —                    | —                     | —                | 6–2                            | —                         |
| 5    | Nouvelle-Zélande | 3   | 5 | 1 | 0 | 4 | 14 | 36 | −22  | Qualifié pour la deuxième phase |  | 2–8                    | —                    | 1–7                   | —                | —                              | 8–5                       |
| 6    | Taïpei chinois   | 0   | 5 | 0 | 0 | 5 | 13 | 60 | −47  |                                 |  | —                      | —                    | —                     | 4–7              | —                              | —                         |

#### Group B
| Rang | Équipe     | Pts | J | G | N | P | Bp | Bc  | Diff | Qualification                   |  | Drapeau des Pays-Bas | Drapeau de l'Inde | Drapeau des États-Unis | Drapeau de Macao | Drapeau de la République populaire de Chine |
| ---- | ---------- | --- | - | - | - | - | -- | --- | ---- | ------------------------------- |  | -------------------- | ----------------- | ---------------------- | ---------------- | ------------------------------------------- |
| 1    | Pays-Bas   | 12  | 4 | 4 | 0 | 0 | 81 | 10  | +71  | Qualifié pour la deuxième phase |  | —                    | 15–6              | 8–2                    | —                | —                                           |
| 2    | Inde       | 6   | 4 | 2 | 0 | 2 | 52 | 29  | +23  | Qualifié pour la deuxième phase |  | —                    | —                 | —                      | 9–8              | —                                           |
| 3    | États-Unis | 6   | 4 | 2 | 0 | 2 | 41 | 21  | +20  | Qualifié pour la deuxième phase |  | —                    | 4–2               | —                      | 10–11            | 25–0                                        |
| 4    | Macao      | 6   | 4 | 2 | 0 | 2 | 35 | 39  | −4   | Qualifié pour la deuxième phase |  | 2–20                 | —                 | —                      | —                | 14–0                                        |
| 5    | Chine      | 0   | 4 | 0 | 0 | 4 | 2  | 112 | −110 | Qualifié pour la deuxième phase |  | 0–38                 | 2–35              | —                      | —                | —                                           |

### Matchs de classement
Tous les matchs de classement sont joués le 13 juillet.
| 13 juillet 2019 | Belgique | 0 - 8 | Pays-Bas |  |  |
|                 |          |       |          |  |  |

| 13 juillet 2019 | Uruguay | 4 - 0 | Inde |  |  |
|                 |         |       |      |  |  |

| 13 juillet 2019 | Autriche | 10 - 4 | États-Unis |  |  |
|                 |          |        |            |  |  |

| 13 juillet 2019 | Japon | 7 - 8 | Macao |  |  |
|                 |       |       |       |  |  |

| 13 juillet 2019 | Nouvelle-Zélande | 11 - 2 | Chine |  |  |
|                 |                  |        |       |  |  |

## Classement final
| Rang | Équipe           |
| ---- | ---------------- |
| 1er  | Portugal         |
| 2e   | Argentine        |
| 3e   | Espagne          |
| 4e   | France           |
| 5e   | Italie           |
| 6e   | Angola           |
| 7e   | Chili            |
| 8e   | Colombie         |
| 9e   | Mozambique       |
| 10e  | Andorre          |
| 11e  | Suisse           |
| 12e  | Allemagne        |
| 13e  | Angleterre       |
| 14e  | Brésil           |
| 15e  | Australie        |
| 16e  | Égypte           |
| 17e  | Pays-Bas         |
| 18e  | Belgique         |
| 19e  | Uruguay          |
| 20e  | Inde             |
| 21e  | Autriche         |
| 22e  | États-Unis       |
| 23e  | Macao            |
| 24e  | Japon            |
| 25e  | Nouvelle-Zélande |
| 26e  | Chine            |
| 27e  | Taïpei chinois   |

### Feuilles de match
Les feuilles de match sont issues du site officiel.
Matchs de la poule A :
1. ↑  Rapport du match Angola - Italie
2. ↑  Rapport du match Espagne - France
3. ↑  Rapport du match France - Angola
4. ↑  Rapport du match Italie - Espagne
5. ↑  Rapport du match Italie - France
6. ↑  Rapport du match Angola - Espagne

Matchs de la poule B :
1. ↑  Rapport du match Chili - Argentine
2. ↑  Rapport du match Portugal - Colombie
3. ↑  Rapport du match Colombie - Chili
4. ↑  Rapport du match Argentine - Portugal
5. ↑  Rapport du match Chili - Portugal
6. ↑  Rapport du match Argentine - Colombie

Matchs de barrage :
1. ↑  Rapport du match Angola - Mozambique
2. ↑  Rapport du match Colombie - Suisse

Matchs de classement :
1. ↑  Rapport du match Chili - France
2. ↑  Rapport du match Argentine - Angola
3. ↑  Rapport du match Colombie - Espagne
4. ↑  Rapport du match Portugal - Italie